# Robert Dudley (1574-1649)
Robert Dudley (7 de agosto de 1574 - 6 de septiembre de 1649) fue un explorador y cartógrafo inglés. Hijo ilegítimo de Robert Dudley, Conde de Leicester y favorito de la reina Isabel I de Inglaterra; y de Douglas Sheffield, baronesa de Sheffield.

## Biografía
En 1594, dirigió una expedición a las Indias Occidentales, de la que escribió un relato. A pesar de ser hijo ilegítimo del conde de Leicester, heredó la mayor parte de sus bienes, incluyendo el Castillo de Kenilworth. Entre 1603 y 1605, se trató infructuosamente de establecer su legitimidad en la corte. Posteriormente se retiraría permanentemente de Inglaterra, buscando refugio en la corte de los grandes duques de Toscana. En el Gran Ducado trabajó como ingeniero y constructor naval, diseñado y publicado Dell'Arcano del Mare, el primer atlas marítimo en cubrir el mundo entero. También era un experto navegante y matemático. En Italia se hacía llamar "conde de Warwick y Leicester", así como "duque de Northumberland", título reconocido por el emperador Fernando II de Habsburgo.

## Primeros años
Robert era el hijo ilegítimo del conde de Leicester y su amante, Douglas Sheffield, hija de William Howard. Se crio en la casa de su padre, pero se le permitía ver a su madre cada vez que ella deseaba. Sheffield se casó con Eduardo Stafford, en noviembre de 1579, y se trasladaron al continente. A Leicester le agradaba su hijo, visitándolo a  menudo.
La simpatía que el Conde sentía hacia su hijo permitió que éste recibiera una excelente educación y se inscribió en Christ Church, Oxford, en 1587 con la condición de comitis filius, el hijo de caballero.
Allí, su mentor fue Chaloner Thomas, quien también se convirtió en su amigo íntimo. En 1588, cuando la Armada Invencible amenazó con invadir Inglaterra, Robert (a la sazón de 14 años), se unió a su padre, que se encontraba al mando del ejército inglés en el campamento de Tilbury, preparándose para enfrentar una invasión española en caso de que la campaña marítima fallace.
El 4 de septiembre, el conde de Leicester Fallece, dejando a Dudley con una gran herencia, incluyendo  su castillo y  finca de Kenilworth, y sus señoríos de Denbigh y Chirk. A la muerte de su tíoAmbrosio Robert se convertiría en su heredero.
A principios de 1591, Dudley hizo un contrato formal para casarse con Frances Vavasour con el consentimiento de la reina Isabel I de Inglaterra, a quien le agradaba mucho, pero Dudley decidió esperar hasta que fuera mayor. Frances se casó con alguien más en secreto ese mismo año y fue desterrada de la corte.
A su vez, cumplidos los 17 años, Dudley contrajo matrimonio con Margarita Cavendish, hermana de Thomas Cavendish. Dudley fue excluido de la corte como consecuencia de este matrimonio secreto, pero sólo por unos días. Su padre en ley, Robert Cavendish, dio a Margaret dos barcos, el Leicester y el Roebuck. Pronto Falleció, sin tener descendencia.

## Expedición a las Indias Occidentales

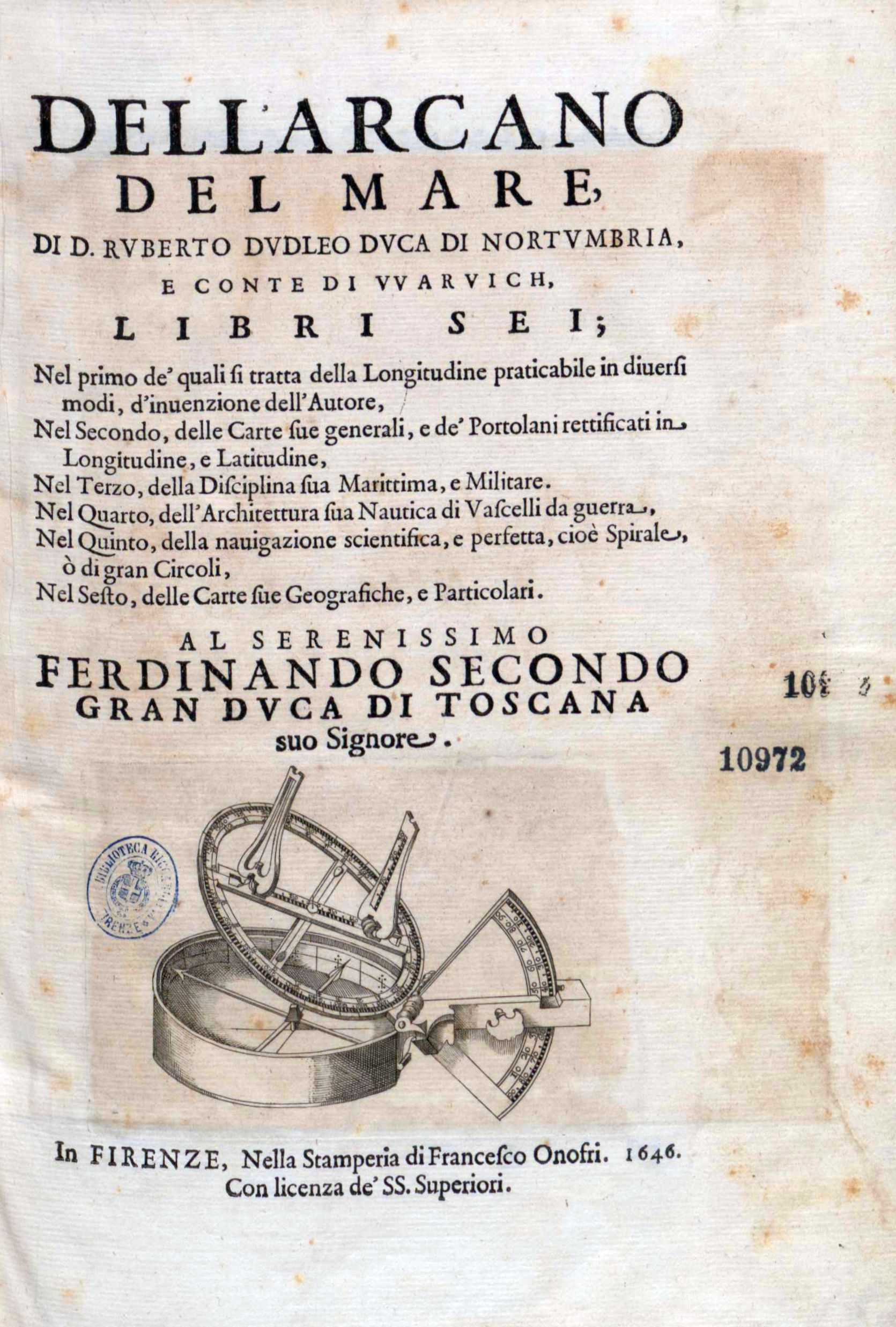
Dell'arcano del mare, 1646

En 1594, Dudley reunió una flota de barcos, entre ellos su buque insignia, el galeón Beare, y las pinazas Earwig y Frisking. Tenía la intención de utilizarlos para hostigar a los españoles en el Atlántico. La reina no estaba de acuerdo con sus planes a causa de su inexperiencia y el valor de los buques, lo había nombrado general, pero insistió en que su expedición se dirigiese a Guayana.
Dudley recluta a 275 marineros veteranos, incluyendo a Abraham Kendal, un veterano marino, y los capitanes Thomas Jobson y Wood Benjamin. La flota de Dudley salió el 6 de noviembre de 1594, pero una repentina tormenta separó los barcos y obligó a los buques a refugiarse en diferentes puertos. Él envió un mensaje al capitán de la nao Beare, para que se uniera a él en las Islas Canarias o en Cabo Blanco, y se embarcó nuevamente.
- Datos: Q1764693
- Multimedia: Robert Dudley, styled Earl of Warwick / Q1764693